# Game of Crowns
Game of Crowns är en amerikansk realityserie från 2014. Programmet följer 6 kvinnor som tävlar mot varandra i en skönhetstävling. Game of Crowns hade premiär i USA på Logo TV den 13 juli 2014.

## Tävlande
I första säsongen tävlar Leha Guilmette, Lori-Ann Marchese, Lynne Diamante, Shelley Carbone, Susanna Paliotta och Vanassa Sebastian.